# Municipio de York (condado de Sandusky)
El municipio de York (en inglés: York Township) es un municipio ubicado en el condado de Sandusky en el estado estadounidense de Ohio. En el año 2010 tenía una población de 2532 habitantes y una densidad poblacional de 29,85 personas por km².

## Geografía
El municipio de York se encuentra ubicado en las coordenadas 41°18′25″N 82°53′29″O / 41.30694, -82.89139. Según la Oficina del Censo de los Estados Unidos, el municipio tiene una superficie total de 84.82 km², de la cual 84,81 km² corresponden a tierra firme y (0,01 %) 0,01 km² es agua.

## Demografía
Según el censo de 2010, había 2532 personas residiendo en el municipio de York. La densidad de población era de 29,85 hab./km². De los 2532 habitantes, el municipio de York estaba compuesto por el 97,79 % blancos, el 0,24 % eran afroamericanos, el 0,43 % eran amerindios, el 0,28 % eran asiáticos, el 0,63 % eran de otras razas y el 0,63 % eran de una mezcla de razas. Del total de la población el 2,25 % eran hispanos o latinos de cualquier raza.